# Hancockia uniflora
Hancockia uniflora är en orkidéart som beskrevs av Robert Allen Rolfe. Hancockia uniflora ingår i släktet Hancockia och familjen orkidéer. Inga underarter finns listade i Catalogue of Life.